# Inmigración boliviana en Uruguay
Los uruguayos bolivianos son personas nacidas en Bolivia que viven en Uruguay o personas nacidas en Uruguay de ascendencia boliviana.

## Descripción general
En Uruguay viven muchas personas nacidas en Bolivia por diversas razones. Ambos países comparten el idioma español; sus orígenes históricos son comunes (parte del Virreinato del Río de la Plata, Imperio español); no se necesitan documentos migratorios especiales y la circulación es relativamente fácil. Uruguay es un país muy pequeño y tranquilo, con amplias playas sobre el Océano Atlántico; algunos bolivianos adinerados eligen Uruguay como su destino de vacaciones, una tendencia que se espera que crezca en el futuro cercano. Otros bolivianos de condición social más baja llegan a Uruguay en busca de oportunidades laborales, como parte de una gran afluencia de latinoamericanos a Uruguay.
Según el censo uruguayo de 2011, 377 personas declararon a Bolivia como su país de nacimiento. En 2013, sólo 30 ciudadanos bolivianos están registrados en la seguridad social uruguaya; al mismo tiempo, existe una preocupante tendencia a la inmigración ilegal en busca de trabajo como empleados domésticos.

## Personas notables
- Jaime de Zudáñez (1772–1832), abogado y político.
- Hernán Siles Zuazo (1914-1996), político, tres veces presidente de Bolivia, falleció en Uruguay.